# Anton Krenn
Anton Krenn, född 18 april 1911, död april 1993, var en österrikisk fotbollsspelare.
Krenn blev olympisk silvermedaljör i fotboll vid sommarspelen 1936 i Berlin.